# Капсульный кофе
Кофе в капсулах — напиток, получаемый из дозированных капсул с обжаренным, молотым и спрессованным натуральным кофе. Для приготовления кофе используются специальные капсульные кофемашины.

## Описание
Капсула представляют собой расфасованный в фабричных условиях молотый жареный кофе, спрессованный в порционные одноразовые герметичные пластиковые или металлические капсулы, представляющие собой маленькие стаканчики с крышкой.
Приготовление напитка осуществляется в специальной машине, обеспечивающей одновременную перфорацию дна капсулы и её крышки, при этом в капсулу через дно впрыскивается под высоким давлением вода, а через крышку готовый напиток отводится из места приготовления в чашку.
Для наполнения капсул производители часто используют кофейные смеси, состоящие из нескольких сортов молотого кофейного зерна.

### Особенности
- Кофе в капсулах не теряет своих свойств (аромат не улетучивается, вкус остается насыщенным в отличие от кофе в зернах или молотого кофе в упаковках после их вскрытия).
- Быстрота и простота приготовления напитка по сравнению с традиционными способами – от 30 секунд до 1 минуты занимает приготовление напитка в капсульной кофемашине.
- Нет необходимости точно отмерять и тщательно утрамбовывать молотый кофе в чашке обычной кофеварки эспрессо.
- Отпадает необходимость в различных фильтрах. Чашу кофеварки не нужно мыть, так как использованная капсула просто удаляется и выбрасывается.
- Обеспечивается большая технологическая чистота работы кофеварки или кофемашины.

### Недостатки
- Несовместимость между кофемашинами и капсулами разных производителей и брендов.
- Производители кофемашин препятствуют использованию неоригинальных капсул с помощью патентов и технических средств защиты[1].
- Более высокая цена капсул по сравнению с кофе в зернах.
- Качество эспрессо может уступать эспрессо приготовленному на профессиональной кофемашине.
- Нагрузка на экологию: большое удельное количество мусора.

## Разновидности
Технология капсулирования позволяет производителям добавлять в капсулы различные ингредиенты, расширяя вкусовую линейку. Так, например, производители кофемашин и капсульного кофе Cremesso[de] выпускают 9 различных «вкусов» кофейных капсул (ристретто, 2 вида эспрессо, декаффейнато, 2 вида лунго и маккиато и др.), Nespresso — 23, Lespresso — 18, Paulig — 9, Lavazza — 8, Muzz Buzz — 7, Di maestri — 7, Squesito — 6, Zepter — 4.
Также широкое распространение получают мультипродуктовые аппараты, которые позволяют приготовить не только кофе, но шоколад, чай. Ассортимент капсул представлен такими брендами как Dolce Gusto и Dimaestri.

## Капсульные кофемашины
Для приготовления кофе необходима специальная кофемашина совместимой системы.

## Кофейные капсулы

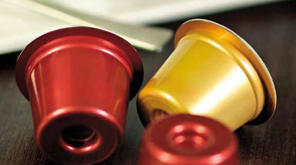
Кофейная капсула из полимера

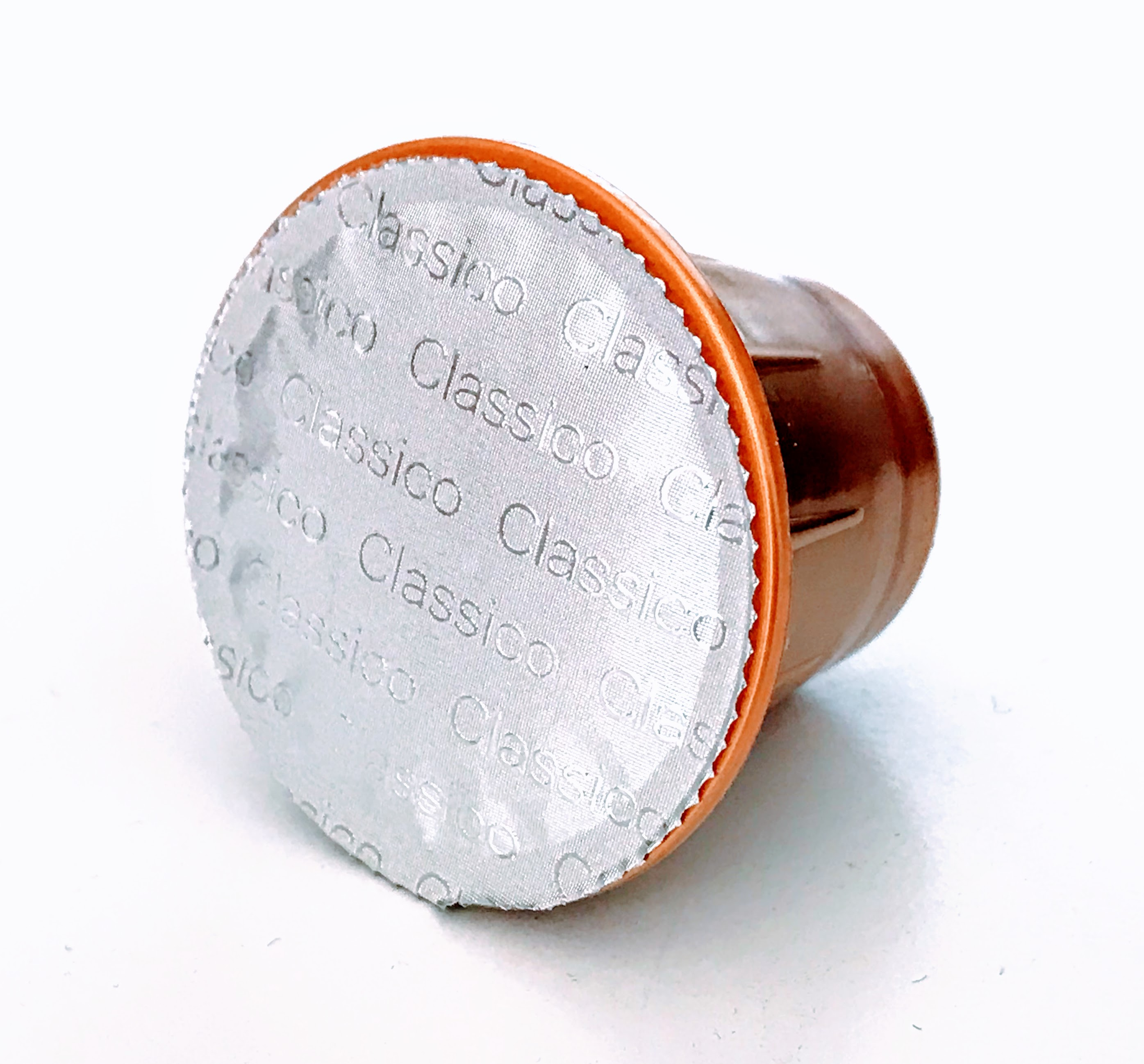
Кофейная капсула, совместимая с Nespresso от Lidl

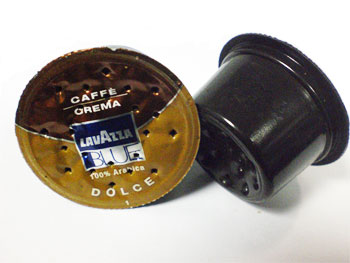
Используемые кофейные капсулы Lavazza BLUE с проколотыми отверстиями

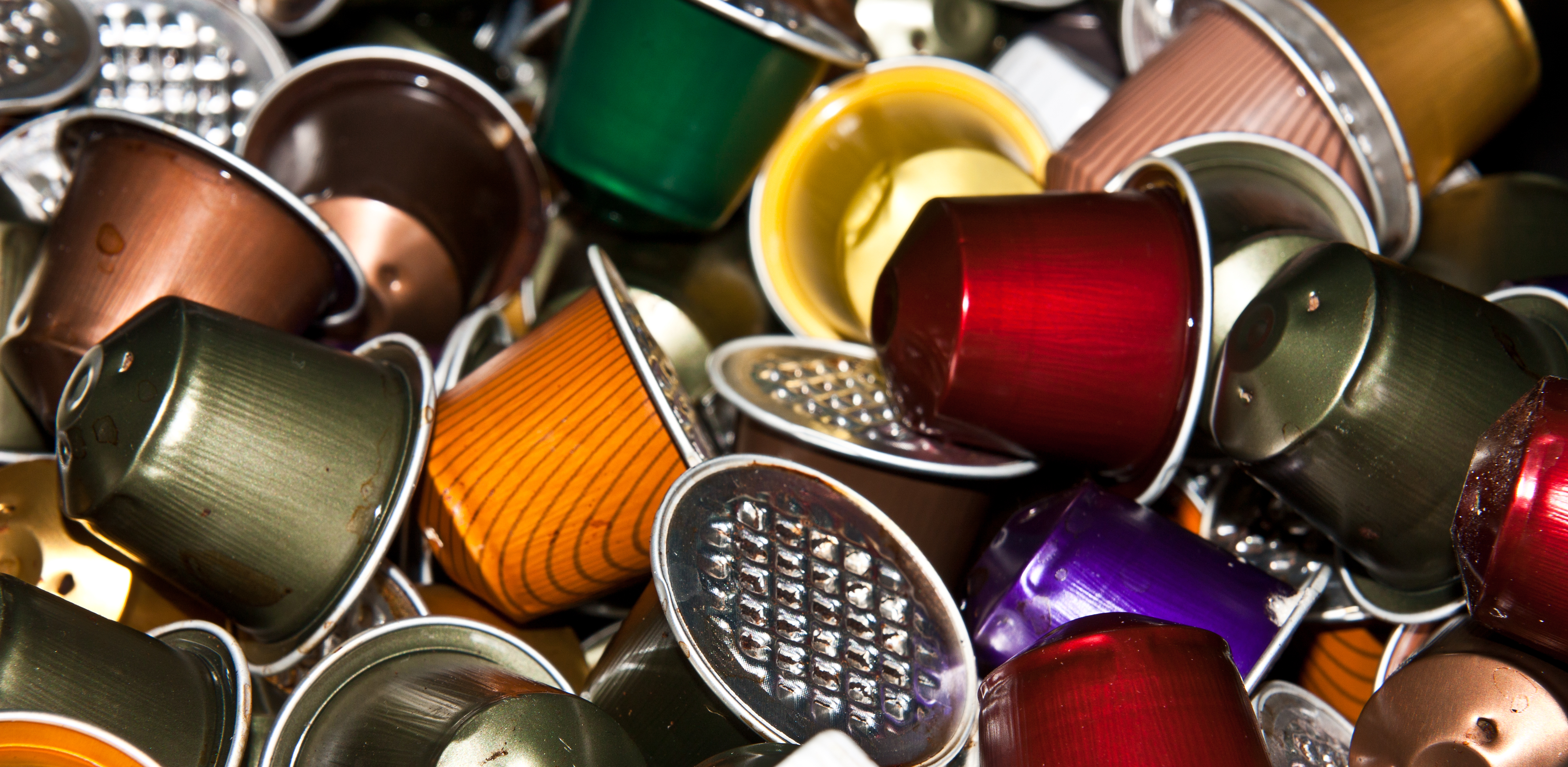
Использованные кофейные капсулы Nespresso с проколотыми отверстиями сверху и снизу для смешивания кофе с водой.

Кофейная капсула — порция натурального жареного молотого кофе, упакованного в соответствующую ёмкость для заваривания в специальных капсульных кофеварках.
Патент на изобретение капсульной системы был получен Эриком Фавром (англ. Eric Favre) в 1978 году. Широкое распространение этого способа упаковки и заваривания кофе началось в конце 80-х.
Помол кофе и его дозировка (от 6 до 9 г) тщательно подобраны для оптимального приготовления соответствующего вкуса кофе. Каждая порция упаковывается в индивидуальную герметичную упаковку, заполненную инертным газом (порой под небольшим избыточным давлением), препятствующим окислению кофе (такой газ обладает низкой химической активностью). Подобный способ упаковки позволяет сохранять вкусовые качества кофе в течение длительного времени. В зависимости от купажирования и материала упаковки срок хранения кофе в капсулах составляет от 9 до 24 месяцев.
На данный момент на рынке существуют три основных вида капсул для кофе: капсулы из пищевого полимера, алюминиевые капсулы и комбинированные капсулы. В производстве комбинированных капсул используются полимеры, алюминиевая фольга и прессованная бумага. Некоторые производители включают в конструкцию капсулы фильтр на основе распушённой целлюлозы или пищевого полипропиленового волокна. Такая конструкция позволяет отказаться от использования в конструкции кофе-машины фильтра для напитка и не заменять его как расходный материал — использованный фильтр удаляется вместе с использованной капсулой.
Так же,  следует различать:
По конструкции кофе капсул:
- с жестким каркасом корпуса капсулы, - в таких капсулах кофе плотно спрессован.
- тонкостенные капсулы, -  в таких кофе капсулах кофе  плотно не прессуется.
По способу подачи горячей воды в капсулу:
- прокалываемые, - вода подается через отверстия прокалываемые капсульной кофемашиной сверху капсулы, а экстракция вытекает через прокалываемые отверстия в низу капсулы (это как правило кофе капсулы с тонкостенным каркасом  корпуса)
- не прокалываемые, - вода подается через фильтр в верхней части капсулы и вытекает через фильтр в нижней части капсулы (это как правило кофе капсулы с жестким каркасом корпуса)
По способу заваривания капсулы:
- прямоточные, - вода проходит через капсулу прямотоком (это как правило кофе капсулы с тонкостенным каркасом корпуса)
- с обратным клапаном, - вода нагнетается в кофе капсуле до определенного давления после чего открывается обратный клапан и экстракция кофе попадает в чашку ( это как правило относится к кофе капсулам с жестким каркасом корпуса)
По индивидуальной упаковке кофе капсул:
- без упаковки - контейнер кофе капсулы и является его индивидуальной упаковкой
- кофе капсулы упакованные в блистеры (как  правило блистеры заполнены инертным газом с минимальным содержанием кислорода для меньшего окисления кофе в процессе хранения)

## Стандарты кофе капсул
- Nespresso — разработано для бытового применения, получаемая плотность и насыщенность экстракции кофе выше среднего. Выпускаются аналоги сторонних производителей.
- Nespresso Vertuo — разработано для бытового применения, получаемая плотность и насыщенность экстракции кофе средняя.
- Nespresso Pro — разработано для профессионального применения в общепите, получаемая плотность и насыщенность экстракции кофе высокая.
- Dolce Gusto — разработано для бытового применения, получаемая плотность и насыщенность экстракции кофе средняя. Выпускаются аналоги сторонних производителей.
- Tassimo T-disk — разработано для бытового применения, получаемая плотность и насыщенность экстракции кофе средняя. Выпускаются аналоги сторонних производителей.
- Lavazza Espresso Point (LEP) — разработано для профессионального применения в общепите, получаемая плотность и насыщенность экстракции кофе высокая. Выпускаются аналоги сторонних производителей.
- Lavazza Blue — разработано для бытового применения, получаемая плотность и насыщенность экстракции кофе выше среднего. Выпускаются аналоги сторонних производителей.
- Lavazza Modo Mio — разработано для бытового применения, получаемая плотность и насыщенность экстракции кофе средняя. Выпускаются аналоги сторонних производителей.
- Lavazza Firma — разработано для бытового применения, получаемая плотность и насыщенность экстракции кофе средняя.
- Covim Superb — разработано для бытового применения, получаемая плотность и насыщенность экстракции кофе выше среднего.
- Mokarabia Reserve — разработано для профессионального применения в общепите, получаемая плотность и насыщенность экстракции кофе выше среднего.
- Mokarabia Caprici — разработано для бытового применения, получаемая плотность и насыщенность экстракции кофе выше среднего.
- illy iperespresso — разработано для бытового применения, получаемая плотность и насыщенность экстракции кофе высокая.
- Keuring K-cup — разработано для бытового применения, получаемая плотность и насыщенность экстракции кофе ниже среднего.
- Squesito — разработано для бытового применения, получаемая плотность и насыщенность экстракции кофе выше среднего.
- Caffitaly Ecaffe — разработано для бытового применения, получаемая плотность и насыщенность экстракции кофе выше среднего. Выпускаются аналоги сторонних производителей.
- Zepter Ze-presso — разработано для бытового применения, получаемая плотность и насыщенность экстракции кофе средняя.

## Производители
Компания Nestle производит кофейные капсулы Nespresso, которые совместимы с кофемашинами KitchenAid, DeLonghi и Krups и капсулы Nescafe Dolce Gusto для машин Krups. Швейцарская компания Delica изготавливает капсулы Cremesso для своих же кофемашин под тем же брендом. Производитель Kraft Foods выпускает капсулы под брендом Jacobs для машин Bosch Tassimo. Итальянская компания Caffitaly также производит капсулы и кофемашины для приготовления эспрессо и других кофейных напитков.

## Воздействие на окружающую среду
Экологические активисты говорят, что одноразовые кофейные капсулы вредны, так как они часто состоят из смеси пластика, алюминия и органического материала, что затрудняет их переработку. В начале 2016 года немецкий город Гамбург запретил кофе в капсулах по экологическим соображениям. Существуют кофейные капсулы на растительной основе, которые можно использовать как удобрение.
Согласно исследованиям, опубликованным The Independent of the UK, более 30 000 кофейных капсул сбрасываются на свалки каждый месяц и являются одними из наихудших форм человеческих отходов, для разложения которых требуется более 500 лет.